# Station Genlis
Station Genlis is een spoorwegstation in de Franse gemeente Genlis.